# Tomoxia muriniceps
Tomoxia muriniceps es una especie de coleóptero de la familia Mordellidae.

## Distribución geográfica
Habita en Colombia.